# USS Overton (DD-239)
Za druga plovila z istim imenom glejte USS Overton.
USS Overton (DD-239) je bil rušilec razreda Clemson v sestavi Vojne mornarice Združenih držav Amerike.
Rušilec je bil poimenovan po Maconu C. Overtonu.